# Cerro Colorado (Hidalgo)
Cerro Colorado es una localidad de México perteneciente al municipio de Atotonilco el Grande en el estado de Hidalgo.

## Geografía
Se encuentra en la región de la Sierra Baja, a la localidad le corresponden las coordenadas geográficas 20° 24’ 29.416” de latitud norte y 98° 43’ 1.848” de longitud oeste, con una altitud de 1988 m s. n. m. Se encuentra a una distancia aproximada de 16.35 kilómetros al noroeste de la cabecera municipal, Atotonilco el Grande.
En cuanto a fisiografía se encuentra dentro de las provincia del Eje Neovolcánico, dentro de la subprovincia de Llanuras y Sierras de Querétaro e Hidalgo; su terreno es de llanura y Sierra. En lo que respecta a la hidrografía se encuentra posicionado en la región Panuco, dentro de la cuenca del río Moctezuma, en la subcuenca del río Metzitlán. Cuenta con un clima semiseco templado.
Esta localidad se encuentra dentro de la Reserva de la biósfera de la Barranca de Metztitlán.

## Demografía
En 2020 registró una población de 707 personas, lo que corresponde al 2.35 % de la población municipal. De los cuales 333 son hombres y 374 son mujeres. Tiene 217 viviendas particulares habitadas.
| Gráfica de evolución demográfica de Cerro Colorado entre 1900 y 2020                         |
|                                                                                              |
| Población de los censos y conteos del Instituto Nacional de Estadística y Geografía (INEGI). |

## Economía
La localidad tiene un grado de marginación bajo y un grado de rezago social muy bajo.